# António de Saldanha da Gama

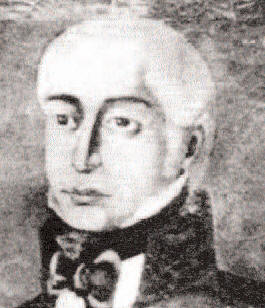
António de Saldanha da Gama

António de Saldanha da Gama (* 5. Februar 1778 in Lissabon; † 23. Juli 1839 ebenda), Graf von Porto Santo, war ein portugiesischer Aristokrat, Diplomat und Kolonialverwalter. Vor Vollendung seines 30. Lebensjahrs war er bereits zum Gouverneur und Generalkapitän von Maranhão (1802), Mitglied des Überseerats (1806) und Generalgouverneur von Angola (1807) ernannt worden. Er war Minister für auswärtige Angelegenheiten und Interimsminister für Finanzen, Ehrenmitglied der Königlichen Akademie der Wissenschaften von Lissabon und Freimaurer.

## Herkunft
António de Saldanha da Gama war der Sohn von Manuel de Saldanha da Gama, Junker und Mitglied des Überseerats, und Francisca Joana Josefa da Câmara, einer adligen Dame aus Madeira.

## Leben
Seine militärischen Laufbahn als Offizier der Marine führte ihn in die britische Royal Navy. Außerdem war er Flügeladjutant von Prinz Augustus Frederick, 1. Duke of Sussex von England.
Sein erstes politisches Amt war dasjenige des Gouverneurs und Generalkapitäns von Maranhão, zu dem er 1802 ernannt wurde. 1806 wurde er zum Mitglied des Überseerats ernannt, eine Position, die bereits von seinem Vater ausgeübt worden war. Von 1807 bis 1810 war er Generalgouverneur von Angola. Während seiner Amtszeit als Generalgouverneur von Angola machte er sich um die wirtschaftliche und administrative Modernisierung der Kolonie verdient. Er begann die Eisenerz- und Kupferförderung in Angola sowie die Schwefelgewinnung in der Benguela-Region. Im Bereich der Landwirtschaft gab es Versuche zum Anbau von Copal (Baumharz) und Kardamom-Kulturen.
Nach den Napoleonischen Kriegen auf der Iberischen Halbinsel wurde er zum bevollmächtigten Minister der portugiesischen Delegation beim Wiener Kongress ernannt. Danach trat er in den portugiesischen diplomatischen Dienst ein und wurde Gesandter in Sankt Petersburg (1815 bis 1820) und Madrid (1820). Im Jahr 1823 wurde er zum Sonderbotschafter in Madrid ernannt. Kurzzeitig übte er das Amt des Ministers und Staatssekretärs für Wirtschaft und Finanzen (4. bis 26. September 1825) aus.
Er schloss sich der Freimaurerei an, als er Flügeladjutant von Prinz Augustus Frederick, 1. Duke of Sussex, war, der als Großmeister der Vereinigten Großloge von England fungierte. Dennoch war er einer der Adligen, die 1828 mit Zustimmung der drei Stände des Königreichs das Dekret unterzeichneten, mit dem Michael I. zum legitimen König von Portugal erklärt wurde. Während des portugiesischen Bürgerkriegs blieb er neutral. Nach der Einnahme der Hauptstadt durch die liberalen Truppen 1833 wurde er zum ersten Präsidenten der Gemeindekommission von Lissabon berufen.

## Ehe und Familie
Er heiratete Antonia, die Tochter von José de Brito Leal Herédia aus Madeira, der ebenfalls Freimaurer war. Die Ehe blieb kinderlos. Daher erbte Francisco Correia Herédia, der Sohn von Francisca und Kapitän Francisco Moniz von Aragon e Melo ihr Vermögen.

## Titel
- Mit Dekret vom 23. Oktober 1823 wurde er zum Graf von Porto Santo ernannt, ein Titel, der auf das Haus der Familie seiner Mutter zurückzuführen ist.
- Gefolgsmann (Veador) der Königin Charlotte Joachime
- Großkreuz des Turm- und Schwertorden
- Großkreuz des Orden Karls III. von Spanien
- Kommandeur des Ritterorden von Avis
- Kommandeur des Christusorden
- Ehrenmitglied der Königlichen Akademie der Wissenschaften von Lissabon.

## Werke
Memoria sobre as Colonias de Portugal, Situadas na Costa Occidental da Africa, Der Regierung 1814 überreicht, wurde das Buch von den Studenten der Casa Pia im Jahr seines Todes gedruckt und dann in Paris 1839 neu aufgelegt.